# ديف أرنولد
ديف أرنولد (بالإنجليزية: Dave Arnold)‏ هو مدرب رياضي أمريكي، ولد في 17 سبتمبر 1944.